# حبيبة (اسم)
حبيبة (بالإنجليزية: Girlfriend)‏ هيَ صديقة حميمة أو صديقة مقربة جدًا داخلة في علاقة عاطفيّة أو حتّى علاقة حميمة، وهي المصطلح المُقابِل للحبيب أو الصديق أو خدن الفتاة (بالإنجليزية: Boyfriend)‏.

## الخلفيّة

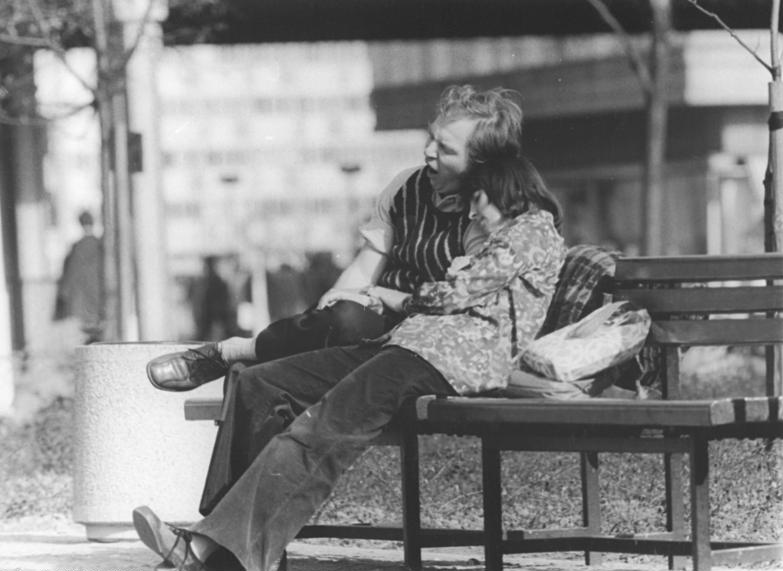
رجل مع حبيبتهِ في ميدان ألكسندر في آذار/مارس 1975.

تُوصفُ الصديقة المُقرّبة أو الحبيبة أحيانًا بالشريكة خاصّة لو كانت في علاقة تشتملُ على المعاشرة. بشكلٍ عام؛ يختلفُ هذا المفهوم – من الناحيّة الاصطلاحية – من منطقة لأخرى فهو يعني في بلدان محددة الفتاة المرتبطة بعلاقة مع شاب تشملُ المعاشرة وحتى السكنَ معًا فيما تعني في مناطق أخرى الفتاة في علاقة حب مع شاب آخر بدون توضيح ما إذا كانت العلاقة تقتصرُ على حب متبادل فقط أم معاشرة جنسيّة والنوم في مكانٍ واحد.
في عام 2005؛ أُجريت دراسة على 115 شخصًا تتراوح أعمارهم ما بين 21 إلى 35 سنة يعيشون و/أو عاشوا علاقة حب مع شريكة في وقتٍ ما وخرجت الدراسة بعددٍ من النتائج من بينها أنّ الذين طُرح عليهم هذا السؤال كانوا خجولين من الجواب عنه أو مترددينَ في كشفه.

## المعنى
من غيرِ المعروف متى ظهرت كلمة «حبيبة» بمعناها العربي لكنّ المعروف أنّها كلمة من أصلٍ عربي ومعناها مأخوذٌ من كلمة المحبوبة الخليلة أو المحبّة أو العاشقة إلّا أنّ كلمة حبيبة بمعناها الإنجليزي (بالإنجليزية: Girlfriend)‏ قد استُخدمت لأوّل مرة في عام 1863 وزادَت شيوعيتها بحلول عام 1922 بعدما صارت تحملُ معنى واحدًا وهي حبيبة الرجل أو الشاب. على المستوى الأمريكي؛ فقد دخلت هذه الكلمة قواميس اللّغة خلال عشرينات القرن الماضي وصارت شائعة داخلَ المجتمع الأمريكي إلّا أنها كانت تُستعمل بدءًا من الحرب الأهلية وحتى يومنا هذا.

## مصطلحات ذات صِلة
للكلمة معاني كثيرة كما تُستخدم في سياقات مُتعدّدة؛ وهذهِ بعض الاستخدامات ذات الصلة:
- امرأة تُشارك في علاقة خارج نطاق الزواج معَ رجل متزوج عادة ما يكونُ أكبر منها سنًا. في اللّغة العربية يُرمز لهذه السيّدة بكلمة عشيقة.[9]
- كلمة مدام (أو سيّدة) والتي تغيّر معناها بعد مرور السنين فصارت تُشير اليوم للمرأة المتزوّجة بينما كانت للكلمة دلالات جنسية منذ أوائل القرن الـ 18 حيثُ كانت تُستخدم للإشارة إلى مالكة بيت الدعارة أو القوّادة كما صار يُشار لها اليوم.[10]
- يختصرُ مستخدمي الإنترنت أو الذين يتراسلونَ عبر خدمة الرسالة القصيرة الكملة في عبارة «gf» وهي الحروف الأولى من المصطلح الأساسي: girl freind.[11]
- تختلطُ هذه الكلمة معَ كلمات أخرى من قَبيل عشيقة، مغازلة، معجبة، رفيقة أو مرافقة وشريكة وغيرها.

## تمييز عن «صديقة»
قد تُترجم هذه الكلمة أحيانًا إلى صديقة لكنّها لا تُعادلها من حيثُ المعنى الاصطلاحي فالحبيبة تربطها علاقة حميمة بحبيبها على عكسِ الصديقة التي تربطها علاقة صداقة فقط معَ صديقٍ أو صديقة لها. لا يُشترط أن تكونَ هناك علاقة حب أو علاقة جنسية بين الصديقين لكنّها تكونُ حاضرة في الغالِب بينَ الحبيبين. قد تُفرّغ هذه الكلمة من معناها أحيانًا فعلى سبيل المثال لا الحصر تَستخدمُ الصحف الشعبية في كثير من الأحيان كلمة حبيبة (بمعناها الأجنبي) لوصفِ مرافقة لأحدِ المشاهير، كما تُستخدم الكلمة للدلالة على علاقة عاطفية تربطُ شابًا بامرأة مسنة في أحيانٍ أخرى.

## تغيّر المعنى
اعتبارا من عام 2007؛ نشرت جريدة نيويورك تايمز ذائعة الصيتِ دليلًا يشرحُ معنى كلمة حبيبة وأكّدت فيه على أنّهُ يُشير إلى الحبيبة التي تدخلُ في علاقة معَ شاب من نفس الجنس أو منَ الجنس الآخر قبلَ الزواج. زادَ استعمال هذه الكلمة في إشارة للأكاديمية الليبيّة شاها علي رضا الموظفة في البنك الدولي والتي دخلت في علاقة أثارت جدلًا كبيرًا معَ بول ولفويتس في وقتٍ ما.
حدتث ذات الجريدة دليلها في طبعة عام 2015 وأكّدت على أنّ المصطلح غير رسمي إلّا أنه صارَ من المقبول استخدامه لوصفِ المرأة التي تدخلُ في علاقة حب مع شخصٍ ما.